# Tricellaria ternata
Tricellaria ternata is een mosdiertjessoort uit de familie van de Candidae. De wetenschappelijke naam van de soort is, als Cellaria ternata, voor het eerst geldig gepubliceerd in 1786 door Ellis & Solander.